# Allan Pearce
Allan Pearce (Wellington, 7 aprile 1983) è un calciatore neozelandese, attaccante del West Coast Rangers.

## Carriera
Ha debuttato in Nazionale il 6 settembre 2008 nella vittoria per 3-1 contro la Nuova Caledonia.

## Palmarès

### Club

#### Competizioni nazionali
- Campionato neozelandese: 5

Waitakere Utd: 2007-2008, 2009-2010, 2010-2011, 2011-2012, 2012-2013
- ASB Phoenix Challenge: 1

Waitakere United: 2010
- ASB Charity Cup: 1

Waitakere United: 2012

#### Competizioni internazionali
- OFC Champions League: 2

Waitakere United: 2007, 2007-2008

### Individuale
- Capocannoniere della OFC Champions League: 1

2007-2008 (4 gol, a pari merito con James Naka)
- Capocannoniere del campionato neozelandese: 1

2010-2011 (12 gol)